# آراء المورمون حول التطور
لا تتخذ كنيسة يسوع المسيح لقديسي الأيام الأخيرة (كنيسة قديسي الأيام الأخيرة) أي موقف رسمي حيال حدوث التطور البيولوجي أو حيال صحة الاصطناع التطوري الحديث كنظرية علمية. في القرن العشرين، نشرت الهيئة الحاكمة لكنيسة قديسي الأيام الأخيرة نصوص عقائدية حول أصل الإنسان والخلق. كذلك، أعرب بعض قادة الكنيسة عن مجموعة متنوعة من الآراء الشخصية حول التطور، وقد أثر الكثير من تلك الآراء على معتقدات وتصورات قديسي الأيام الأخيرة.
توجد ثلاثة تصريحات عامة من الهيئة الحاكمة للكنيسة (في الأعوام: 1909 و1910 و1925) وبيان خاص واحد من الهيئة الحاكمة (1931) حول رأي كنيسة قديسي الأيام الأخيرة حيال التطور. كان بيان عام 1909 بمثابة رد متأخر على نشر تشارلز داروين لكتاب أصل الأنواع. أكدت الهيئة الحاكمة في البيان على اعتقادها أن آدم هو نسل الله المباشر، وأن التطور إحدى نظريات الإنسان حول الخلق، لكنها لم تصف التطور بغير الصحيح أو الآثم بشكل مباشر. ردًا على جدل الحداثة في جامعة بريغام يونغ عام 1911، أصدرت الهيئة الحاكمة في رسالتها الخاصة بعيد الميلاد عام 1910 بيانًا رسميًا يطلب من أعضاء الكنيسة أن يكونوا لطيفين مع الجميع بصرف النظر عن اختلافهم في الرأي، وأن الكنيسة تقبل العلم المثبت برحابة صدر. وردًا على محاكمة سكوبس، نشرت الهيئة الحاكمة في عام 1925 بيانًا مشابهًا في مضمونه لبيان عام 1909 ولكن مع حذف اللغة المعادية للعلم. أكدت مذكرة خاصة كتبتها الهيئة الحاكمة عام 1931 إلى السلطات العامة للكنيسة على اتخاذها موقف محايد حيال وجود فترة ما قبل آدم.
تملك كنيسة قديسي الأيام الأخيرة مجموعة متنوعة من المنشورات التي تتناول التطور بآراء محايدة أو معارضة. أصدرت جامعة بريغام يونغ حزمة مكتبية عن التطور في عام 1992، وذلك ردًا على أسئلة الطلاب حول موقف الكنيسة من التطور المذكور في فصل علم الأحياء والفصول الأخرى. احتوت هذه الحزمة على أول ثلاثة بيانات رسمية للرئاسة الأولى بالإضافة إلى قسم التطور من الموسوعة المورمونية. تفاوتت تصريحات رؤساء الكنائس حول موضوع التطور؛ فقد عارض البعض التطور ونظريات تشارلز داروين بشدة، بينما أقر البعض بغموض ظروف خلق الأرض وبإمكانية تفسير التطور لبعض الجوانب. في ثلاثينيات القرن الماضي، ناقش بعض قادة الكنيسة فكرة فترة ما قبل آدم مستندين إلى مذكرة الهيئة الحاكمة التي اتخذت موقفًا محايدًا من الفكرة (1931)، وهؤلاء القادة هم: جوزيف سميث وبريغهام هنري روبرت وجيمس تالماج.
منذ نشر كتاب أصل الأنواع، قام بعض علماء قديسي الأيام الأخيرة بنشر مقالات أو خطابات لمحاولة التوفيق بين العلم وعقيدة المورمون. أيد العديد من هؤلاء العلماء فكرة خلق الله للأرض وسكانها باستخدام التطور، وادعوا وجود العديد من القواسم المشتركة بين عقيدة المورمون وأسس علم الأحياء التطوري. استمر الجدل والتساؤل المتعلق بالتطور والدين والمصالحة بين الاثنين بين أعضاء كنيسة قديسي الأيام الأخيرة. اتخذت منشورات دورية دراسات جامعة بريغام يونغ مواقف محايدة أو مؤيدة للتطور، ولكن مالت منشورات دورية إنساين التي ترعاها كنيسة قديسي الأيام الأخيرة إلى نشر مقالات معادية للتطور. وجدت دراسات منشورة في عام 2014 أن غالبية قديسي الأيام الأخيرة لا يؤمنون بتطور البشر. وجدت دراسة أجريت عام 2018 في مجلة الدين المعاصر[بحاجة لمصدر] أن الأعضاء الليبراليين جدًا أو المعتدلين في كنيسة قديسي الأيام الأخيرة كانوا أكثر ميلًا لقبول التطور مع زيادة مستوى تعليمهم، في حين كان الأعضاء المحافظون جدًا أقل ميلًا لقبول التطور مع زيادة مستوى تعليمهم. وجدت دراسة أخرى عام 2018 أنه بمرور الوقت، تغيرت مواقف طلاب قديسي الأيام الأخيرة الجامعيين حيال التطور من العدائية إلى القبول. عزا الباحثون هذا التغير إلى انتشار محتوى التطور التعليمي في المدارس الابتدائية وانخفاض عدد التصريحات المناهضة للتطور من الهيئة الحاكمة للكنيسة.

## معتقد كنيسة قديسي الأيام الأخيرة الرسمي
لا تملك كنيسة قديسي الأيام الأخيرة أي موقف رسمي حيال نظرية التطور أو تفاصيل لما حدث على الأرض قبل آدم وحواء، بما في ذلك كيفية تكون أجسادهم. ومع ذلك، أدلت بعض السلطات العامة لكنيسة قديسي الأيام الأخيرة بتصريحات تشير إلى أن التطور يتعارض -وفقًا لرأيهم- مع تعاليم الكتاب المقدس، ويعتبر جوزيف فيلدنج سميث وبروس ماكونكي من أشهر المدافعين عن هذا الموقف. أصدرت سلطات وأعضاء آخرون في الكنيسة تصريحات تقول إن التطور لا يتعارض –وفقًا لرأيهم- مع العقيدة الدينية، ومن هؤلاء: بريغهام هنري روبرت وجيمس تالماج وجون أندرياس ويدتسو.:vii,xi-xiv
أصدرت كنيسة قديسي الأيام الأخيرة عددًا من المنشورات الرسمية التي تضمنت مناقشات وبيانات شخصية من قادة الكنيسة المختلفين في الرأي حيال التطور وأصل الإنسان، مع حفاظها على حيادية موقفها. تبنت هذه التصريحات عمومًا التوجه المصدق عليه من قبل الكنيسة والمذكور في مقدمة الموسوعة: «تخبرنا الكتب المقدسة لماذا خلق الإنسان، لكنها لا تخبرنا كيف. ومع ذلك، وعدنا الرب بأنه سيبوح بذلك عندما يأتي مرة أخرى».

### بيانات الهيئة الحاكمة
يوجد ثلاثة تصريحات عامة موثوقة (1909- 1910- 1925) وبيان خاص واحد (1931) من أعلى سلطة لكنيسة يسوع المسيح لقديسي الأيام الأخيرة -الهيئة الحاكمة- يعبر عن الموقف العقائدي للكنيسة من أصل البشرية. أقر قادة الكنيسة مثل الرسول بويد باكر في عام 1988 بصحة بيانات الهيئة الحاكمة لعامي 1909 و1925.
في فبراير 2002، أعيد طبع كامل رسالة الهيئة الحاكمة لعام 1909 في مجلة إنساين الكنسية.

#### بيان عام 1909 حول أصل الإنسان
تاريخيًا، كان قديسو الأيام الأخيرة معزولين في السهول الغربية عندما نشر تشارلز داروين كتابه أصل الأنواع في عام 1859.:30 ولهذا، لم يتقد أي نقاش حول التطور بين مجتمعات قديسي الأيام الأخيرة. كان قديسو الأيام الأخيرة آنذاك يحاولون النجاة ويعملون على بناء المستوطنات في ولاية يوتا، ولم يكن التطور مصدر قلق كبير لهم.:31 رد جورج كانون –عضو رابطة الإثني عشر- على داروين في عام 1861 قائلًا إن الوحي متفوق للعلم مع إمكانية حدوث التطور بين الحيوانات والنباتات. كان هذا رأيًا ولا يعتبر مذهبًا.:39 سمح بناء السكة الحديدية العابرة للقارات في عام 1869 للقديسين بالوصول إلى الأفكار والتأثيرات الخارجية. بسبب هذه المعرفة الجديدة، سعت مدارس كنيسة قديسي الأيام الأخيرة إلى مكافحة النظريات العلمية مثل التطور بالإيمان.:39–40 ساعدت المنشورات في تأكيد عقيدة الكنيسة؛ ومع ذلك، كانت الآراء حول التطور متفاوتة. اعتقد البعض أن الإيمان بالتطور يعادل الإلحاد، في حين سعى البعض لإيجاد أرضية مشتركة بين التطور والإيمان. في أوائل القرن العشرين، بدأت كنيسة قديسي الأيام الأخيرة بالاستجابة رسميًا إلى النظريات المنشورة منذ نحو خمسين عام، وذلك نظرًا لاختلاف الآراء حول الأمر.:31
كان أول بيان رسمي من الهيئة الحاكمة حول مسألة التطور في عام 1909 في الذكرى المئوية لميلاد تشارلز داروين والذكرى الخمسين لنشر كتاب أصل الأنواع. عين رئيس الكنيسة جوزيف سميث لجنة برئاسة أورسون ويتني -عضو رابطة الإثني عشر- لإعداد بيان رسمي حول الموضوع، وفيه قالوا: «استنادًا إلى إيمانها بالوحي الإلهي القديم والحديث، تعلن الكنيسة أن الإنسان نسل مباشر للإله». تختلف النظرية المتعلقة بأصل الإنسان عن عقيدة الخلق في المسيحية التقليدية. يشير البعض إلى تلك العقيدة باسم الخلقية، وهي تقتضي الإيمان بالخلق المباشر. إضافةً إلى ذلك، أعلن البيان أن التطور البشري هو إحدى نظريات الإنسان، لكنه لم يذكر أنه غير صحيح أو آثم بشكل صريح ومباشر. نص البيان على ما يلي: «بدأ الإنسان حياته كإنسان يشبه أبانا السماوي». مع ذلك، صرح البيان بإمكانية أن يكون الإنسان بدأ حياته ككائن دقيق أو مضغة، ولكن هذا لا يعني أن آدم بدأ حياته كأي شيء أدنى من الإنسان أو أدنى من بذرة أو مضغة نمت لتصبح بشرًا. نُشر البيان بعد توقيع الهيئة الحاكمة عليه في نوفمبر 1909.
لم يذكر البيان أصول الحيوانات الأخرى غير البشر، ولم يتوسع بأي تفاصيل أخرى تتعلق بأصل الإنسان.